# 大阪市立鯰江東小学校
大阪市立鯰江東小学校（おおさかしりつ なまずえひがししょうがっこう）は、大阪府大阪市城東区にある公立小学校。
近隣にある大阪市立鯰江小学校の児童数増加により、城東区で16番目の市立小学校として、1980年に同校から分離開校した。

## 沿革
- 1979年3月16日 - 城東第16小学校（仮称）建設工事の地鎮祭を実施。
- 1979年11月11日 - 第一期工事が竣工。この日を創立記念日とする。
- 1980年4月1日 - 大阪市立鯰江東小学校として、現在地に開校。
- 1981年4月25日 - 開校記念式典を実施。
- 1986年3月31日 - 学童水泳優秀校として、日本水泳連盟から表彰を受ける。

## 通学区域
- 大阪市城東区 今福東1丁目・2丁目の全域、今福東3丁目の大半地域。

卒業生は大阪市立鯰江中学校に進学する。

## 交通
- Osaka Metro長堀鶴見緑地線 今福鶴見駅 西500m。
- 大阪シティバス 鯰江東小学校前バス停。